# Čavori
Čavori je naselje u Boki kotorskoj, u općini Kotor. 

## Zemljopisni položaj
Naseljeno mjesto Čavori nalazi se u oblasti Njeguško podvršje, na prijelazu između planinske Crne Gore i Boke kotorske. 

## Stanovništvo

### Nacionalni sastav po popisu 2003.
- Crnogorci -  2

## Vanjske poveznice
- Čavori
- Kotor